# Brian Rast
Brian Rast (Denver, 8 november 1981) is een Amerikaans professioneel pokerspeler. Hij won zowel het $1.500 Pot Limit Hold'em-toernooi als het $50.000 The Poker Players Championship van de World Series of Poker 2011. Daarmee verdiende hij zijn eerste twee World Series of Poker-titels en bedragen van $227.232,- en $1.720.328,- aan prijzengeld. Hij won het $50.000 The Poker Players Championship opnieuw in 2016, ditmaal goed voor $1.296.097,-.
Rast verdiende tot en met mei 2021 meer dan $21.600.000,- in pokertoernooien, cashgames niet meegerekend. In 2023 werd hij toegevoegd aan de Poker Hall of Fame. Online speelt hij doorgaans als tsarrast.

## Wapenfeiten
Rast stopte met zijn studie aan de Stanford University om zich voltijds bezig te gaan houden met pokeren. Daarbij richt hij zich voornamelijk op het spelen van cash games. De World Series of Poker (WSOP) van 2005 vormden de eerste waarop hij zich in het prijzengeld speelde in een professioneel toernooi. Hij werd 79e met $1.000 No Limit Hold'em. Op de World Series of Poker 2008 haalde Rast voor het eerst een WSOP-finaletafel door als negende te eindigen in het $5.000 Pot Limit Omaha-toernooi.
Op de World Series of Poker 2011 trad Rast in één keer toe tot het selecte gezelschap pokerspelers met meerdere WSOP-titels achter hun naam. In juni bleef hij 764 tegenstanders voor in het $1.500 Pot Limit Hold'em-toernooi. Drie weken later versloeg hij 127 tegenstanders in de 8-Game genaamd $50.000 The Poker Players Championship. Daarbij liet hij aan de finaletafel onder andere Phil Hellmuth (tweede), Minh Ly (derde), Scott Seiver (zevende) en Ben Lamb (achtste) achter zich.
Het $25.000 No Limit Hold'em - Championship Event van de World Poker Classic in Las Vegas was in april 2008 het eerste toernooi van de World Poker Tour (WPT) waarop Rast zich in het prijzengeld speelde. Hij werd hierin 54e. Een jaar later werd hij in hetzelfde evenement zevende, waardoor hij één plaats te laag eindigde om voor het eerst een WPT-finaletafel op zijn curriculum vitae te mogen schrijven. Rasts zevende plaats leverde hem wel $204.275,- op, wat op dat moment zijn grootste toernooiprijs ooit was.
Rast verdiende in juli 2015 zijn grootste geldprijs tot dan toe en deed dat op een toernooi dat niet tot een van de drie grote tours behoorde. Hij won de $ 500.000 No Limit Hold'em - Super High Roller Bowl 2015 in Las Vegas door 42 mensen achter zich te laten die net als hij $500.000,- hadden ingelegd. Dit leverde hem €7.525.000,- op.
Rast won op de World Series of Poker 2016 zijn derde WSOP-titel door opnieuw het $50.000 The Poker Players Championship te winnen. Deze keer liet hij hiervoor negentig tegenstanders achter zich en haalde hij de winst binnen aan een finaletafel met onder anderen Daniel Alaei, Michael Mizrachi en Justin Bonomo.

## WSOP-titel
| Jaar                       | Toernooi                                        | Prijs        |
| -------------------------- | ----------------------------------------------- | ------------ |
| World Series of Poker 2011 | $1.500 Pot Limit Hold'em                        | $227.232,-   |
| World Series of Poker 2011 | $50.000 The Poker Players Championship (8-Game) | $1.720.328,- |
| World Series of Poker 2016 | $50.000 The Poker Players Championship          | $1.296.097,- |
| World Series of Poker 2018 | $10.000 No Limit 2-7 Lowball Draw Championship  | $259.670,-   |
| World Series of Poker 2021 | $3.000 No Limit Hold'em 6-Handed                | $474.102,-   |
| World Series of Poker 2023 | $50.000 Poker Player's Championship             | $1.324.747,- |